# Dendrolobium papuacola
Dendrolobium papuacola là một loài thực vật có hoa trong họ Đậu. Loài này được Ohashi & T.Nemoto miêu tả khoa học đầu tiên.